# 337. п. н. е.

## Рођења
- Деметрије Полиоркет